# 데릭 쉘튼
데릭 쉘튼(1970년 7월 30일 ~)은 미국의 전 야구 선수로, 현재 피츠버그 파이리츠의 감독이다. 서던 일리노이 대학교를 졸업했다.

## 같이 보기
- 2021년 피츠버그 파이리츠 시즌